# Eugenio del Busto

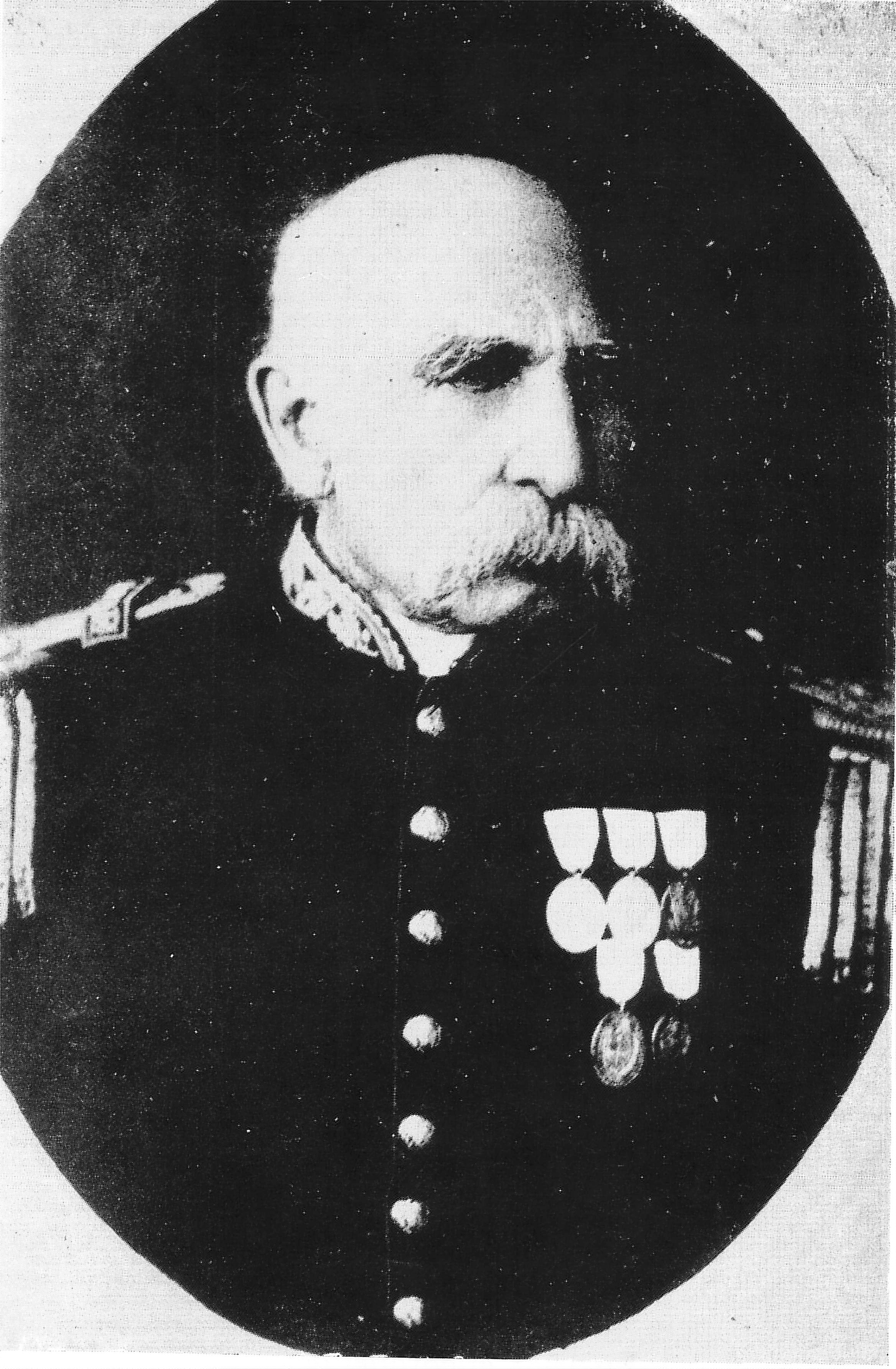

Eugenio del Busto (Montevideo, septiembre de 1811 - Buenos Aires, junio de 1899) fue un militar argentino de origen uruguayo, que vivió prisionero de los mapuches durante su infancia, y se destacó más tarde como baqueano y lenguaraz en las luchas contra los indígenas del sur del país, además de comandar tropas en varias campañas.

## Biografía
Siendo aún niño, se trasladó con su familia a Luján, provincia de Buenos Aires. Allí fue secuestrado en 1817 por un malón indígena. Vivió ocho años entre los indígenas, llegando a perder por completo el uso de la lengua española.
Fue rescatado por las fuerzas del coronel Federico Rauch en 1825. Unas semanas más tarde, ayudó a Rauch a atacar una toldería, donde éste hizo una masacre entre “indios de lanza” y “chusma”, es decir, mujeres y niños. Siguió un tiempo como baqueano de Rauch, siguiendo sus promesas de premios, pero el gobierno de Bernardino Rivadavia desconoció tales promesas. Fue parte de la guarnición de Las Palmitas, la actual Junín, y venció un ataque del cacique Zúñiga, a quien mató.
En 1829, durante la guerra entre unitarios y federales dentro de la provincia de Buenos Aires, fue uno de los oficiales de Rauch en el combate de Las Vizcacheras, derrota que le costó la vida al alemán. Herido, fue tomado prisionero hasta la definitiva derrota de los unitarios.
El nuevo gobernador, Juan Manuel de Rosas, le encomendó una misión ante los indígenas de la fracción de los boroganos del sur de la actual provincia de La Pampa, y logró que se separaran de la federación de indios dirigida por los hermanos Pincheira.
En 1833 participó en la Campaña de Rosas al Desierto, como ayudante del gobernador, y a órdenes del coronel Leandro Ibáñez hizo la expedición hasta Valcheta, punto más austral de la campaña y donde fue vencido el cacique Cayupán. También hizo una incursión a órdenes del coronel Ramos, y posteriormente quedó con el general Manuel Corvalán en Bahía Blanca.
Rescató 150 cautivos de entre los boroganos del cacique mayor Mariano Rondeau, a cambio de ayudarlos a expulsar al invasor chileno, cacique Calfucurá. Pero algunos de los caciques boroganos dirigieron malones contra las poblaciones blancas, de modo que – por orden de Rosas – ajustó una alianza con Calfucurá, que masacró a los caciques y capitanejos boroganos en Massallé. Ese fue virtualmente el final de la “nación” borogana.
Desde distintos puntos de la frontera, aliado a los boroganos que quedaban y a Calfucurá, hizo tres campañas sobre los ranqueles de Yanquetruz y su sucesor Painé Guor. En una de esas campañas capturó al hijo de Painé y lo mandó a la estancia de Rosas, donde tomó el nombre de Mariano Rosas. Sería el más famoso de los caciques ranqueles.

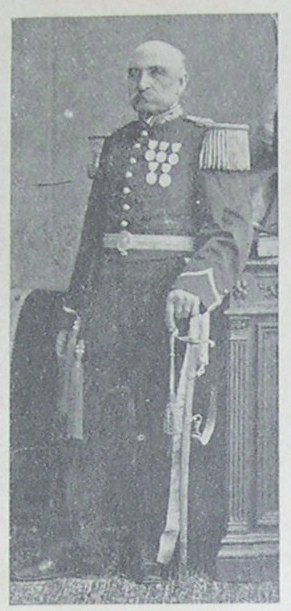
Eugenio Del Busto en foto publicada como acompañamiento del anuncio de su fallecimiento en la revista "Caras y Caretas", Junio de 1899.

En 1836 estableció el fuerte de Tapalqué, cuna del pueblo de ese nombre, y lo defendió repetidas veces contra los sucesivos ataques indígenas. Fue comandante de Tapalqué hasta 1844, año en que fue ascendido al grado de coronel.
En 1845 fundó el fuerte de Bragado, del que fue comandante hasta el año 1850. No se vio obligado a defender el fuerte de ataques indígenas, ya que se mantuvo continuamente a la ofensiva, atacando a los ranqueles repetidas veces, y llegando tan lejos como a Toay, en el centro de la provincia de La Pampa. En 1850 dejó oficialmente fundado el pueblo de Bragado.
Luchó en la batalla de Caseros, y su división de caballería fue destruida por la artillería uruguaya. Su caballo fue alcanzado por una bala de cañón, pero salvó su vida.
Se le permitió seguir en el ejército porteño, apoyó la revolución del 11 de septiembre de 1852. Posteriormente se unió al sitio de Buenos Aires, impuesto por el general Hilario Lagos y combatió en la batalla de San Gregorio.
Tras la derrota de los federales fue reincorporado al ejército porteño. Al parecer, ambos bandos consideraban sus servicios como baqueano y lenguaraz como indispensables. Sirvió en las campañas de Bartolomé Mitre al sur de la provincia.
Participó en la batalla de Pavón; tras el comienzo de la invasión porteña al interior, fue asignado a la guarnición en la ciudad de Rosario. Regresó a la frontera con los indígenas en la época de la guerra del Paraguay, y por muchos años más ocupó cargos en el servicio de fronteras.
Se ofreció al ministro Adolfo Alsina para servir en la defensa de la frontera y en la construcción de la famosa Zanja. Pero fue pasado a retiro, ocupando algunos puestos honoríficos importantes, o como comandante del cuerpo de inválidos del ejército.
Participó también en la Conquista del Desierto del general Roca. Fue el único oficial que participó tanto en la campaña de 1833 como en la de 1879.
Falleció en Buenos Aires en 1899.